# Якубовський Фелікс Болеславович
Фе́лікс Болесла́вович Якубо́вський  (* 25 вересня 1902, Київ — † 25 вересня 1937, Київ) — український літературознавець і критик, послідовник соціологічної школи.

## Життєпис
Батько, Болеслав Феліксович Якубовський (помер у 1923 р.), поляк за походженням, був адвокатом. Мати Катерина Леонідівна Якубовська, домогосподарка, за її словами, давала приватні уроки музики.

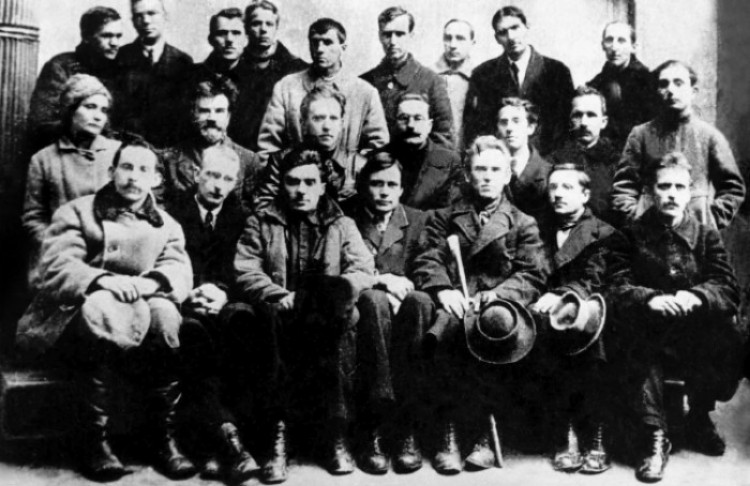
Зустріч харківських і київських митців. Київ, 1923 р. Фелікс Якубовський праворуч вгорі.
Зліва направо, перший ряд: Максим Рильський, Юрій Меженко, Микола Хвильовий, Майк Йогансен, Григорій Михайлов, Михайло Вериківський, Пилип Козицький. Другий ряд: Наталя Романович, Михайло Могилянський, Василь Еллан-Блакитний, Сергій Пилипенко, Павло Тичина, Павло Филипович, Антін Хуторян. У третьому ряду стоять: Дмитро Загул, Микола Зеров, Михайло Драй-Хмара, Григорій Косинка, Володимир Сосюра, Тодось Осьмачка, Володимир Коряк, Михайло Івченко, Борис Якубський

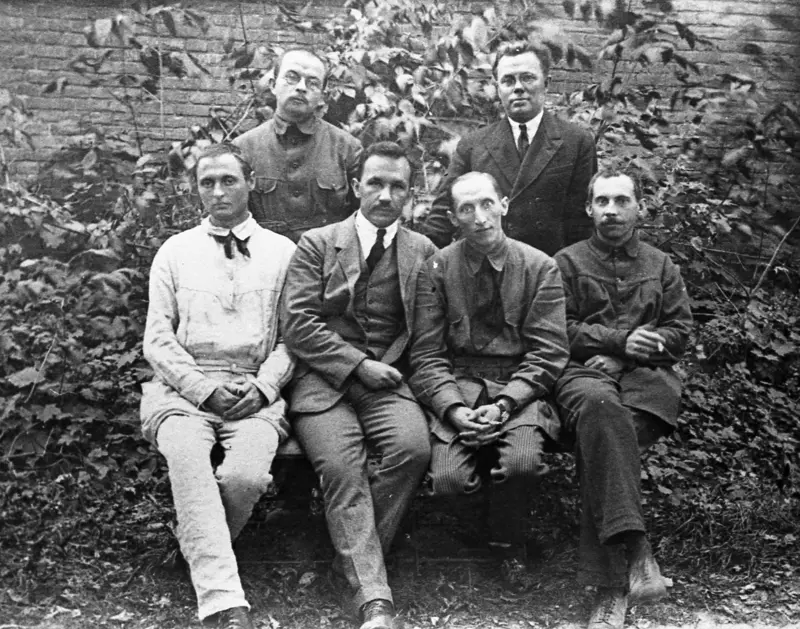
Фелікс Якубовський серед неокласиків у Баришівці. Віктор Домонтович і Микола Зеров (стоять — зліва направо); Юрій Клен, Павло Филипович, Фелікс Якубовський і Максим Рильський (сидять — зліва направо). 1920-ті роки

Закінчив гімназію у Києві. У 1920—1926 рр. навчався у Київському інституті народної освіти. У студентські роки почав працювати у газетах «Більшовик», «Пролетарська правда», «Вісті Київського губкому».
У 1924—1926 рр. належав до літературної організації «Жовтень», яка ставила собі за мету розбудову «пролетарського мистецтва». Активно друкувався у часописах «Життя й революція», «Червоний шлях», «Критика». Брав участь у літературній дискусії представників ВАПЛІТЕ та «Плугу» щодо шляхів розвитку та завдань літератури (1925—1928 рр.). Приєднався до кола формалістів-соціологів, які прагнули поєднати традиції літературного аналізу з марксистською ідеологією. Пізніше входив до ВУСПП.
Наприкінці 1920-х- початку 1930-х рр. випустив низку літературознавчих робіт. Співпрацював з Головним управлінням у справах літератури та видавництв (Головлітом), зокрема, підготував «Пояснювальну інструкцію до вилучення літератури», систематизувавши пріоритети цензурної політики. При цьому після арешту Якубовського його прізвище опинилося у зведеному переліку осіб, усі твори яких підлягають вилученню з бібліотек та книготорговельної мережі.
На початку 1930-х рр. брав участь у дослідженнях Науково-дослідного інституту ім. Тараса Шевченка, очолював Київський міський комітет письменників. У 1930—1931 рр. був доцентом Київського інституту соціального виховання, упродовж 2 місяців 1932 р. — лектором Вінницького інституту соціального виховання, з 1933 р. — штатним доцентом Польського педагогічного інституту в Києві (ліквідований у 1935 р.) та позаштатним доцентом Київського педагогічного інституту. Одночасно був лектором та літературним консультантом Київського державного комітету радіомовлення.

## Репресії
Був заарештований між 8 і 11 серпня 1937 р. (точна дата невідома). Якубовського звинуватили в участі у Польській організації військовій (ПОВ), шпигунстві на користь Польщі та проведенні контрреволюційної націоналістичної роботи у Польському педагогічному інституті. На першому допиті 16 серпня визнав своє членство в українській націоналістичній контрреволюційній організації. Вказав, що у цю організацію його завербував критик і публіцист Василь Десняк-Василенко, доручивши «популяризацію і висування у літературі письменників — українських націоналістів, що входили в літературні угруповання „Вільної академії пролетарської літератури“ (ВАПЛІТЕ), „Майстерні революційного слова“ (МАРС), а також окремих письменників — українських націоналістів».
Під час другого й останнього допиту 19 серпня 1937 р. знову йшлося про нібито належність Якубовського до ПОВ та шпигунство. Визнав, що нібито долучився до організації в 1933 р. («ПОВ» припинила свою діяльність у 1921—1922 рр.). Він нібито свідчив, що отримав завдання зібрати матеріали про стан системи залізничних колій Київського залізничного вузла. Якубовського обвинуватили у злочинах за статтями 54-6, 54-8 і 54-11 Кримінального кодексу УРСР. Засудила «двійка» за сфальсифікованими звинуваченнями, 25 вересня 1937 р. Якубовського розстріляли в одній із київських в'язниць НКВС. Похований, ймовірно, на спецділянці НКВС, що розташована у 19 та 20 кварталах Биківнянського лісу (нині — територія Національного історико-меморіального заповідника «Биківнянські могили»).
9 грудня 1957 р. посмертно реабілітований за відсутністю складу злочину Військовим трибуналом Прибалтійського військового округу.

## Творчий доробок
Літературно-критичні праці: «Силуети сучасних українських письменників» (1928), «Від новели до роману. Етюди про розвиток української художньої прози XX ст.» (1929), «Степан Васильченко» (1930), «За справжні обличчя. Критичні нариси на теми дожовтневої літератури» (1931). Крім того, підручник і хрестоматія з української літератури для середньої школи.
Автор статей:
- До кризи в украінській художній прозі (1926)
- Під водами імлистої річки (1926)
- «Fata Morgana» Коцюбинського та наше «сьогодні» (1926)
- «Українська художня проза в Києві» («Глобус», 1927, № 4)
- «Розклад норм міщанського життя» (у виданні: В. Вільшанецька. Іскаріот. «Сяйво», К., 1927)
- "Олекса Стороженко та його повість «Марко Проклятий» (у вид.: О. Стороженко. Марко Проклятий. К., 1927)
- «На зломі українського імпресіонізму» (Ж.. і Р., 1927, кн. ПІ) — про Григорія Косинку, вступна стаття про творчість Шевченка у виданні: Т. Шевченко. Повна збірка творів. Повісті. (В-во «Сяйво», К., 1928)
- «Степан Васильченко» (Ж.. і Р., 1928, № 12),
- «До питання про психоідеологію творчості Михайла Коцюбинського» (у з6. Коцюбинський, І., Х.-К., 1931),
- «П'ятнадцять» (Ж.. і Р., 1932, кн. ХІ-ХІІ) та ін.